# Stowupland
Stowupland – wieś w Anglii, w hrabstwie Suffolk, w dystrykcie Mid Suffolk. Leży 18 km na północny zachód od miasta Ipswich i 110 km na północny wschód od Londynu.